# 布列斯特
布列斯特（羅馬化：Brest，發音：[brɛs̪t̪]，發音：[brʲes̪t̪]）是白俄罗斯邻近波兰边境的一座城市（第二次世界大战前属于波兰），也是布列斯特州的首府，人口近340,000。

## 城市名称
该市最初名为布列斯特-立陶夫斯克（羅馬化：Brest-Litovsk）。1921年波苏战争后，该市被更名为布格河畔布列斯特（波蘭語：Brześć nad Bugiem）。1939年，该市被划入白俄罗斯苏维埃社会主义共和国，其名称也被简化至现名。

## 历史
位于布列斯特的布列斯特中央车站是柏林-莫斯科鐵路中途站暨宽准轨换轮站。1918年苏俄与同盟国在此签订《布列斯特-立陶夫斯克條約》，退出第一次世界大战。 它是前蘇聯主要陸路關卡城市。1939年二战爆发后，该城先被德军占领，在举行苏德布列斯特-立陶夫斯克联合阅兵后，该城被德国移交给了苏联。1941年苏德战争首先在此爆发。現在，它連接了歐盟和獨立國家聯合體。

## 名人
- 梅纳赫姆·贝京：以色列前总理

## 外部連結
- BrestOnline.com （页面存档备份，存于） （英文）